# Sielsowiet Podświle
Sielsowiet Podświle (biał. Падсвільскі сельсавет, Padswilski sielsawiet; ros. Подсвильский сельсовет) – sielsowiet na Białorusi, w obwodzie witebskim, w rejonie głębockim, z siedzibą w Podświlu.

## Demografia
Według spisu z 2009 possowiet Podświle i osiedle typu miejskiego Podświle (tj. terytorium obecnego sielsowietu Podświle) zamieszkiwało 3418 osób, w tym 3248 Białorusinów (95,03%), 91 Rosjan (2,66%), 48 Polaków (1,40%), 14 Ukraińców (0,41%), 16 osób innych narodowości i 1 osoba, która nie podała żadnej narodowości.
Do 2019 liczba ludności spadła do 2616 osób. Największymi miejscowościami były wówczas Podświle (1817 mieszkańców), Kisze (172 mieszkańców) i Strynadki (102 mieszkańców). Liczba ludności żadnej z pozostałych miejscowości nie przekraczała 64 osób.

## Geografia i transport
Sielsowiet geograficznie położony jest na Pojezierzu Białoruskim, a historycznie na Wileńszczyznie, w środkowej części rejonu głębockiego.
Przez sielsowiet przebiega linia kolejowa Połock – Mołodeczno. Drogi wyłącznie lokalne.

## Historia
20 czerwca 2013 połączono possowiet Podświle i osiedle typu miejskiego Podświle w sielsowiet Podświle.

## Miejscowości
- osiedle typu miejskiego:
  - Podświle
- wsie:

| - - Ambrosowicze - Bojary - Cinówka - Dawidki Małe - Dobrezino - Filipowszczyzna - Horodyszcze - Kisze - Kubaczniki | - - Ledniki - Leplany - Maźniowo - Michale - Morgi - Niedźwiedziowo - Nieścierowicze - Nowa Wieś - Nowiki | - - Ogórnie - Preobrażenka - Przedoły - Przewóz - Sieluty - Skrzebieniec - Snorki - Stefanowo | - - Strynadki - Szaragi - Świła 1 - Świła 2 - Świłko 1 - Świłko 2 - Woronowo - Zamosze |

- chutor:
  - Polesie